# Mimegralla sepsoides
Mimegralla sepsoides är en tvåvingeart som först beskrevs av Walker 1859.  Mimegralla sepsoides ingår i släktet Mimegralla och familjen skridflugor. Inga underarter finns listade i Catalogue of Life.